# Sean Tyla
Sean Tyla, rodným jménem John Michael Kenneth Tyler (3. srpna 1947 – 2. července 2020) byl britský hudebník. V letech 1972 až 1973 hrál se skupinou Help Yourself a roku 1972 založil skupinu Ducks Deluxe, která se po třech letech rozpadla, ale od roku 2007 je opět aktivní. V roce 1975 založil vlastní skupinu nazvanou Tyla Gang, která se rozpadla v roce 1979; skupina byla obnovena v roce 2010. V roce 1980 vydal své první sólové album nazvané Just Popped Out, v roce 1981 druhé Redneck in Babylon a poslední Rhythm of the Swing vyšlo v roce 1983. Během své kariéry spolupracoval i s dalšími hudebníky, mezi které patří Deke Leonard a Joan Jett. V roce 2010 vyšla jeho autobiografie Jumpin' in the Fire.